# قارچ‌های ساکسونی

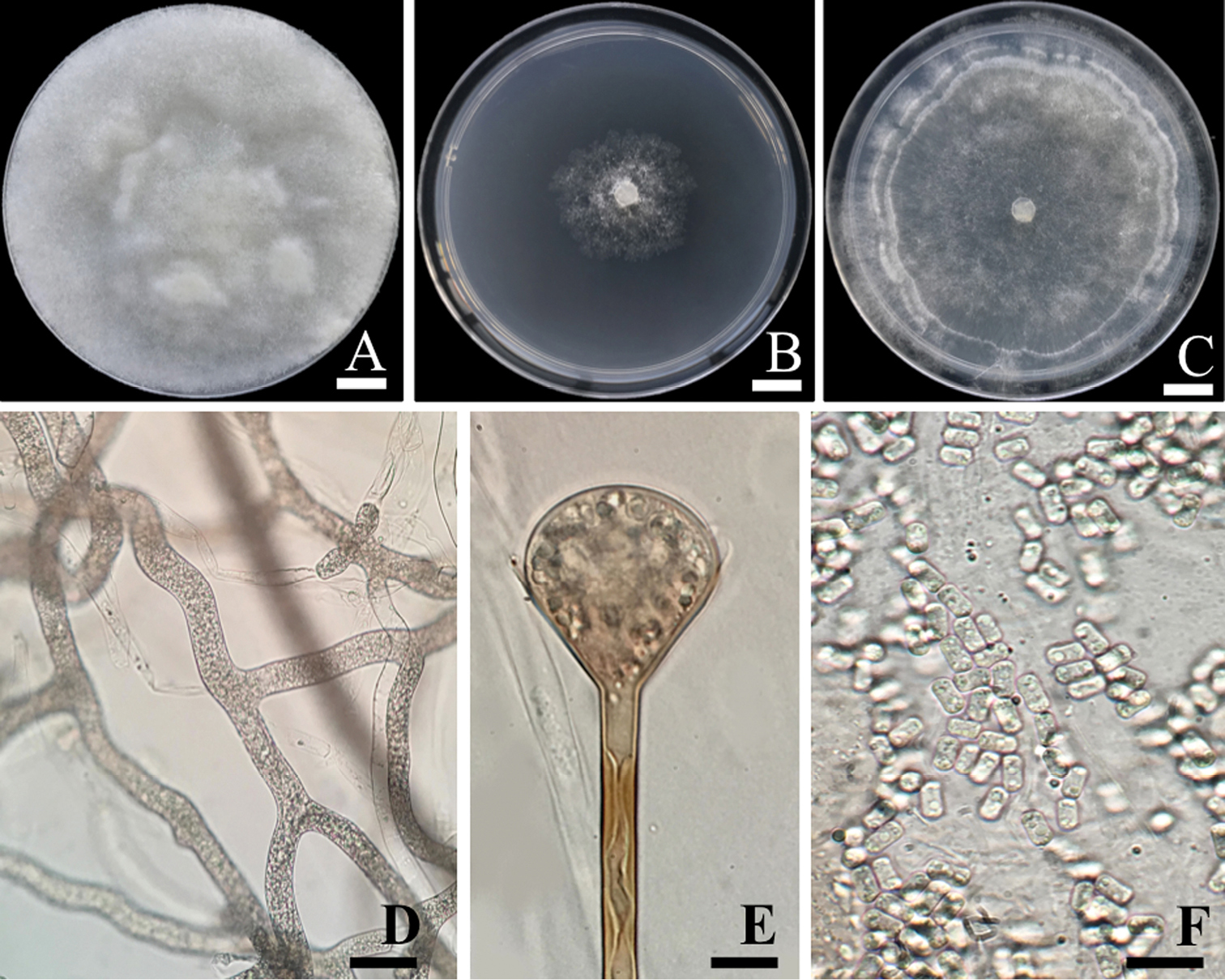
چند نوع قارچ ساکسونی

قارچ‌های ساکسونی (نام علمی: Saksenaeaceae) نام یک تیره از راسته سنجاقی‌کپک‌سانان است.